# Тари (денежная единица)
Тари́ (итал. Tarì) — первоначально золотая, затем серебряная монета, чеканившаяся в Южной Италии с X века. Название, возможно, происходит от названия арабского дирхема.
Золотые тари весом 0,9 г по образцу динаров Фатимидов чеканил герцог Гисулф (935—974). После норманнского завоевания Южной Италии тари чеканились также норманнскими правителями, которые тоже следовали арабским образцам, помещая на монеты куфические надписи, например — герцог Апулии, Калабрии и Сицилии Роберт Гвискар (1059—1085).
Рожер II (граф, а в 1130—1154 годах король Сицилии) чеканил тари в Палермо и Мессине, на его тари впервые появился крест и имя Христа — IC XC NI KA.
Вильгельм II Добрый (1166—1189) чеканил монеты в два тари (1,5 г), а также тари вогнутой формы. При короле Федериго (1197—1212 и 1217—1250) в 1231 году выпущена новая золотая монета — августаль, приравненная официально к 71⁄2 тари, при этом тари продолжали находиться в обращении. Конрад IV (1250—1254) чеканил монеты в 4 (3,8 г) и 9 (7,9 г) тари с куфической круговой надписью.
Чеканились и другие номиналы — 3, 5, 6, 8, 10 тари. Монеты чеканились в Амальфи, Бриндизи, Мессине и Палермо. На монетах часто помещался герб, реже — портрет правителя. Иногда на монетах помещались только надписи (без изображений). В конце XIII века чеканка золотых тари была прекращена.
Серебряный тари начал чеканиться при Педро I и Констанции II (1282—1285), на монетах изображался коронованный орёл. Фердинанд II Арагонский (1479—1516) чеканил серебряные тари в Мессине. Чеканка сицилийских серебряных тари продолжалась до 1799 года. Монеты чеканились номиналами в 1⁄2, 1, 2, 3, 4 и 6 тари.
Мальтийский орден начал чеканить серебряные тари в 1530 году. В соответствии с денежной системой ордена тари = 1⁄12 скудо. В XVII—XVIII веках монеты в 1 и 2 тари чеканились как из серебра, так и из меди. Монеты более высоких номиналов (3, 4, 6, 8, 15, 16, 30 тари) чеканились только из серебра. После утраты острова Мальта в 1798 году орден прекратил производство своих монет. В 1961 году Орден возобновил чеканку монет по старой монетной системе, начав выпуск монет в 2 и 9 тари. В 1961 году монеты чеканились в Риме, в 1962 году — в Париже, в 1963 году — в Ареццо. С 1964 года монеты чеканятся Монетным двором Мальтийского ордена.

## Галерея

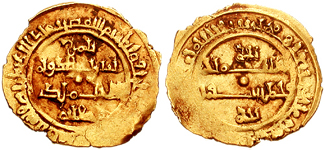
Тари Роберта Гвискара
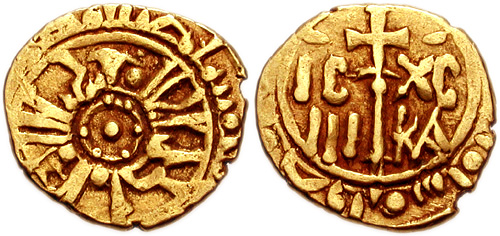
Тари Рожера II
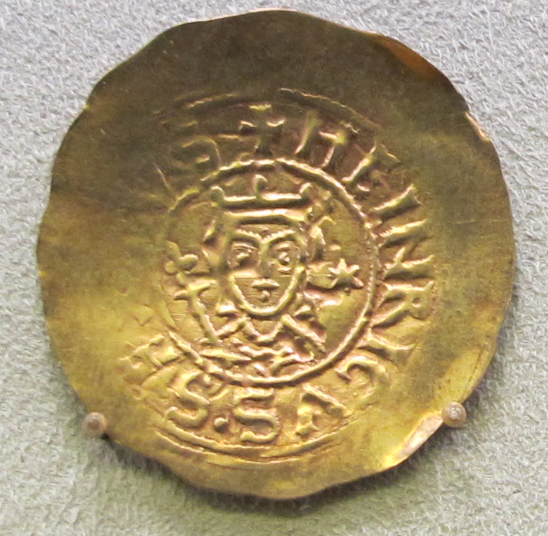
Тари Генриха I
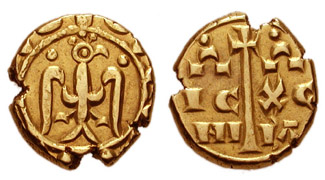
Тари Федериго
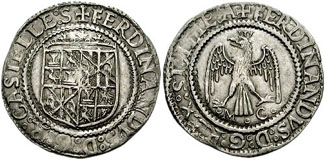
Тари Фердинанда II
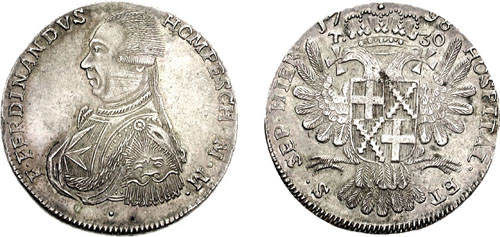
30 тари Мальтийского ордена, 1798 год